# العلاقات السورية المصرية
العلاقات المصرية السورية، هي علاقات ثنائية بين جمهورية مصر العربية والجمهورية العربية السورية. لمصر سفارة تمثلها في دمشق، ولسوريا سفارة كذلك في القاهرة.
كانت العلاقات جيدة عمومًا في عهد حسني مبارك، لكنها توترت بعد انتخاب محمد مرسي، رئيسًا، عضو بجماعة الإخوان المسلمين،. أغلقت مصر سفارتها في دمشق في يونيو/حزيران 2013. ومع ذلك، استُؤنفت العلاقات بعد شهر، وأُعيد فتح السفارتين في كلا البلدين آنذاك.

## تاريخ

### ما قبل القرن العشرين
خلال عصر المملكة المصرية القديمة الحديثة، احتلت الأسرة المصرية التاسعة عشرة أجزاءً من جنوب سوريا وخاضت حروبًا ضد الجماعات الشامية المحلية. وفي النهاية، سقطت مصر في قبضة الإمبراطورية الآشورية عام 673 قبل الميلاد. أصبحت مصر وسوريا لاحقًا ولايتين تابعتين للإمبراطورية الرومانية والبيزنطية، قبل الفتوحات الإسلامية. وظلت مصر وسوريا أراضي مهمة للخلافات الأولى، مثل الخلافة الراشدة والأموية والعباسية والفاطمية والعثمانية.
خلال عهد الإمبراطورية العثمانية، غزا نابليون مصر وسوريا. بعد هزيمة نابليون، نشأ فراغ في السلطة في مصر، وتولى القائد العثماني محمد علي باشا حكم مصر وأعلن الحرب على العثمانيين للسيطرة على سوريا. ورغم نجاحه، ثار الفلاحون السوريون ضد الاحتلال المصري. بعد الحرب المصرية العثمانية الثانية، انسحبت مصر من سوريا مقابل الاعتراف بحكم سلالة محمد علي لمصر.

### الجمهورية العربية المتحدة

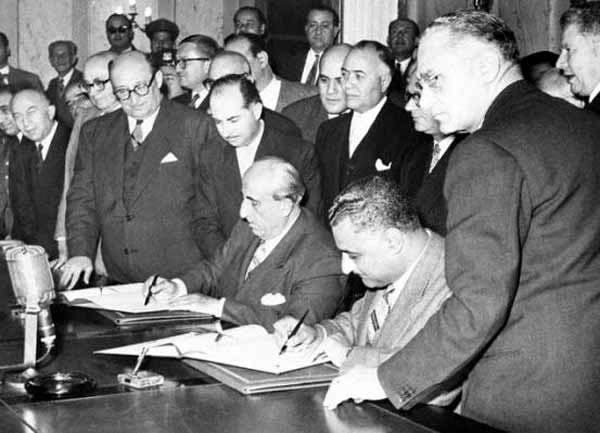
جمال عبدالناصر يوقع اتفاقية الوحدة مع الرئيس السوري شكري القوتلي، وتشكيل الجمهورية العربية المتحدة، 1 فبراير 1958.

في 22 فبراير 1958، تم تشكيل الجمهورية العربية المتحدة، لتوحيد سوريا ومصر كأمة واحدة. وفي ظل هذا الاتحاد، تم حظر جميع الأحزاب في سوريا، وبدأت حملة قمع واسعة النطاق على كل من الشيوعيين السوريين والحياة السياسية السورية ككل. شعرت النخب السورية بالتهميش بسبب الهيمنة المصرية المتصورة على الشؤون السورية، حيث شغل المصريون المناصب السياسية السورية العليا. ومع ذلك، جادلت الحكومة المصرية بأن الإدارة الصارمة للشؤون السورية كانت ضرورية بسبب الفوضى السياسية السورية. وبحلول عام 1961، تم توحيد سوريا في مقاطعة واحدة، وأرسل ناصر نائبه، عبد الحكيم عامر، ليكون حاكمًا لسوريا. تسبب هذا في أزمة مع عبد الحميد السراج، أحد آخر السوريين الذين تولوا السلطة في الجمهورية العربية المتحدة، واستقال نتيجة لذلك. أدى هذا الحادث إلى اعتقاد العديد من القادة السوريين بأن سوريا تتحول إلى مستعمرة مصرية، لذلك ألقى انقلاب في سوريا عام 1961 القبض على عامر وأعاده إلى مصر وأعلن سوريا دولة مستقلة، على الرغم من أن مصر ستحتفظ باسم "الجمهورية العربية المتحدة" حتى عام 1971. في عام 1963، أطاح انقلاب بعثي في سوريا بالحكومة السورية وعادت المحادثات بين مصر وسوريا بشأن الوحدة، حيث وقعت سوريا على ميثاق القاهرة، ووعدت بالاتحاد في نهاية المطاف مع مصر. ومع ذلك، كانت الحكومة البعثية في سوريا أكثر اهتمامًا بتعزيز حكمها من التوحيد السريع والمخاوف من العودة إلى الهيمنة المصرية تسببت في تراجع سوريا عن ميثاق القاهرة.

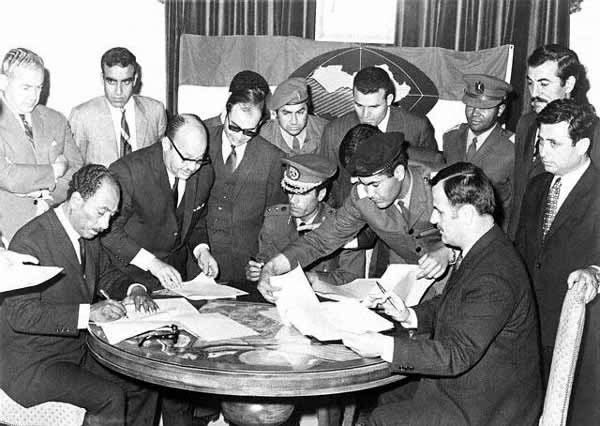
الرئيس السوري حافظ الأسد (الجالس على اليمين) يوقع على اتفاقية اتحاد الجمهوريات العربية في بنغازي، ليبيا، في 18 أبريل/نيسان 1971، بحضور الرئيس المصري أنور السادات (الجالس على اليسار) والزعيم الليبي معمر القذافي (الجالس في الوسط). لم تتجسد الاتفاقية قط في اتحاد فدرالي بين الدول العربية الثلاث.

### حرب أكتوبر
في عام 1973، شنت مصر وسوريا حرب أكتوبر على إسرائيل بهجوم منسق لاستعادة شبه جزيرة سيناء ومرتفعات الجولان. وانتهت الحرب التي استمرت أسبوعين باستعادة مصر للضفة الشرقية لقناة السويس في سيناء، لكن سوريا خسرت المزيد من الأراضي لصالح إسرائيل، مما ترك الجيش الإسرائيلي يهدد بالاستيلاء على دمشق. بعد الحرب، شرع السادات في سياسة اقتصادية مؤيدة للرأسمالية، وسياسة خارجية مؤيدة للولايات المتحدة، ومعاهدة سلام في نهاية المطاف مع إسرائيل، والتي تناقضت مع السياسة الخارجية السورية المؤيدة للاتحاد السوفيتي، والسياسة الاقتصادية الاشتراكية، والموقف المتشدد من القضية الفلسطينية. بعد معاهدة السلام التي أبرمها الرئيس المصري أنور السادات مع إسرائيل في اتفاقيات كامب ديفيد. قطعت سوريا العلاقات الدبلوماسية بعد زيارة السادات للقدس. ظلت العلاقات بين مصر وسوريا باردة طيلة بقية فترة حكم السادات، وخاصة خلال الصراع بالوكالة بين إسرائيل وسوريا في لبنان.

### في عهد حسني مبارك
بعد اغتيال السادات عام 1981، أصبح حسني مبارك رئيسًا لمصر. حاول مبارك موازنة علاقات مصر مع العالم العربي وعلاقة مصر بالولايات المتحدة وإسرائيل. دعمت مصر العراق خلال الحرب العراقية الإيرانية، بينما دعمت سوريا إيران. ظلت العلاقات المصرية السورية باردة حتى حرب الخليج، عندما أرسلت كل من سوريا ومصر قوات لطرد العراق من الكويت، مما عزز تطبيع العلاقات مع سوريا. خلال عملية السلام الفلسطينية الإسرائيلية، عمل حسني مبارك كوسيط. بحلول التسعينيات، أقامت سوريا ومصر علاقات إيجابية، حيث حاول مبارك حل التوترات السورية الإسرائيلية، والتخطيط لإعادة مرتفعات الجولان إلى سوريا إذا قامت سوريا بتطبيع العلاقات مع إسرائيل. كما نجح مبارك في تهدئة التوترات بين سوريا وتركيا في أواخر التسعينيات.

### مصر وسوريا بعد الثورة

#### 2011–2013
بعد الربيع العربي وصعود جماعة الإخوان المسلمين، توترت العلاقات بشدة. تُعتبر جماعة الإخوان المسلمين منظمة محظورة، ويُعاقب على عضويتها بالإعدام في سوريا. قطعت مصر جميع علاقاتها مع الجمهورية العربية السورية عام 2013.
في عهد الرئيس المصري محمد مرسي، الذي كان عضوًا في جماعة الإخوان المسلمين، دعمت مصر المعارضة السورية ودعت الأسد إلى التنحي.
أعلن الرئيس المصري محمد مرسي مساء السبت 15 يونيو 2013 قطع العلاقات الدبلوماسية مع سوريا وإغلاق سفارتها في القاهرة. وقال مرسي في كلمة ألقاها في مؤتمر «لنصرة سوريا» أن مصر «قررت قطع العلاقات تماما مع النظام الحالي في سوريا وإغلاق سفارة النظام الحالي في مصر وسحب القائم بالأعمال المصري» في دمشق. لكن بعد أسبوعين فقط، عزل مرسي من منصبه إبان إنقلاب عسكري قاده الفريق أول عبد الفتاح السيسي، الحدث الذي باركه بشار الأسد معتبرا ما يجري في مصر تجسيد لـ«سقوط ما يسمى الإسلام السياسي» حسب قوله.
كان ما يقدر بنحو 70 ألفًا و100 ألف لاجئ سوري يعيشون في البلاد تحت حكم مرسي، وحاولت الحكومة دعم اللاجئين السوريين من خلال تقديم تصاريح الإقامة والمساعدة في العثور على عمل والسماح لأطفال اللاجئين السوريين بالتسجيل في المدارس الحكومية والوصول إلى الخدمات العامة الأخرى.

### 2013–2024
تم استعادة العلاقات الدبلوماسية، وأعيد فتح السفارات بعد إقالة مرسي من منصبه بعد أسابيع قليلة في يوليو 2013. وفي يوليو 2013، اتفقت الدولتان على إعادة فتح القنصلية المصرية في دمشق والقنصلية السورية في القاهرة.
في أواخر نوفمبر 2016، أفادت بعض وسائل الإعلام العربية أن الطيارين المصريين وصلوا في منتصف نوفمبر إلى سوريا لمساعدة الحكومة السورية في حربها ضد تنظيم الدولة الإسلامية وجبهة النصرة. جاء ذلك بعد أن صرح الرئيس المصري عبد الفتاح السيسي علنًا أنه يدعم الجيش السوري في الحرب الأهلية في سوريا. ومع ذلك، بعد عدة أيام، أنكرت مصر وجودها العسكري في سوريا.
في نوفمبر 2016، قال السيسي إنه يدعم رئاسة بشار الأسد في سوريا من أجل الاستقرار. وقال أيضًا إن أولوية بلاده هي "دعم الجيوش الوطنية"، والتي قال إنها تشمل القوات المسلحة السورية. وقال أيضًا فيما يتعلق بموقف مصر من الصراع: "موقفنا في مصر هو احترام إرادة الشعب السوري، وأن الحل السياسي للأزمة السورية هو الطريق الأنسب، والتعامل بجدية مع الجماعات الإرهابية ونزع سلاحها". تم التأكيد على دعم مصر للحل السياسي في فبراير 2017. وقال المتحدث باسم وزارة الخارجية المصرية، أحمد أبو زيد، إن وزير الخارجية المصري سامح شكري، "خلال لقائه مع المبعوث الخاص للأمم المتحدة إلى سوريا، ستيفان دي ميستورا، يوم السبت، أكد رفض مصر لأي تدخل عسكري من شأنه انتهاك السيادة السورية وتقويض فرص الحلول السياسية القائمة".
في مقال نُشر في فبراير/شباط 2017 في مجلة الشؤون الخارجية، اقترح أورين كيسلر، نائب مدير الأبحاث في مؤسسة الدفاع عن الديمقراطيات، أن هناك ثلاثة أسباب وراء موقف السيسي المؤيد للأسد: أعداء مصر المشتركون مع سوريا ( تنظيم الدولة الإسلامية وجماعة الإخوان المسلمين )؛ ومعارضة مصر وسوريا المشتركة لسياسات الرئيس التركي أردوغان؛ والعلاقات المتنامية بين مصر وروسيا، الحليف الوثيق لسوريا.
أبدت مصر أيضًا اهتمامًا كبيرًا بإعادة إعمار سوريا بعد الحرب، حيث ناقشت العديد من الشركات ورجال الأعمال المصريين فرص الاستثمار في سوريا، فضلًا عن المشاركة في جهود إعادة الإعمار. وصرح طارق النبراوي، نقيب المهندسين المصريين، بأن عام 2018 سيشهد "ازدهارًا ودورًا مؤثرًا لشركات المقاولات المصرية في سوريا، وسيفتح الباب أمام شركات أخرى، في مجالات الكهرباء ومواد البناء والصلب والألمنيوم والسيراميك والأدوات الصحية وغيرها، للعمل في السوق السورية والمشاركة في إعادة إعمار المدن والمرافق التي دمرتها الحرب".
في 25 فبراير 2018، أفادت وكالة الأنباء السورية الرسمية أن وفداً مصرياً مؤلفاً من "أعضاء التجمع الإسلامي والعربي لدعم المقاومة وحركة رواد المستقبل بالإضافة إلى عدد من الشخصيات"، بمن فيهم جمال زهران وفاروق حسن، زار القنصلية السورية في القاهرة للتعبير عن التضامن مع الحكومة السورية.
بعد زلزال تركيا وسوريا عام 2023، اتصل الرئيس المصري عبد الفتاح السيسي بنظيره السوري لأول مرة لتقديم المساعدة.
في 27 فبراير 2023، وصل وزير الخارجية المصري سامح شكري إلى دمشق والتقى بالرئيس بشار الأسد وأعرب عن تضامن بلاده مع سوريا في أعقاب الزلزال. كانت الزيارة إلى سوريا هي الأولى لمسؤول مصري رفيع المستوى منذ بدء الحرب المدعومة من الولايات المتحدة. في 2 أبريل 2023، زار وزير الخارجية السوري فيصل المقداد القاهرة، وهي الأولى منذ الحرب الأهلية، بهدف تعزيز العلاقات الدبلوماسية واستعادتها.
في 19 مايو 2023، وعلى هامش قمة جامعة الدول العربية لعام 2023، التقى رئيسا البلدين وأجريا محادثة حول العلاقات الثنائية. وكان هذا أول لقاء بين رئيسي الدولتين منذ عام 2011.

#### 2024 – الوقت الحالي
في 31 ديسمبر 2024 ناقش وزير الخارجية المصري، بدر عبد العاطي، دعم بلاده للشعب السوري مع نظيره من الحكومة السورية المؤقتة، أسعد حسن الشيباني. في 5 مارس 2025، قام الرئيس السوري أحمد الشرع بأول زيارة رسمية له إلى القاهرة للمشاركة في الجلسة الطارئة لجامعة الدول العربية، حيث التقى خلالها بالرئيس المصري عبد الفتاح السيسي

#### السوريين بمصر
في 3 يناير 2025، فرضت مصر حظرًا عالميًا على دخول السوريين إلى أراضيها، مع استثناءات محدودة لحاملي الإقامة المؤقتة. كما أوقفت السلطات المصرية جميع التأشيرات الصادرة من السفارات المصرية للسوريين، مع استثناء أُعلن في 20 يناير يشمل الحالات التي تشمل من لديهم مشاريع مسجلة في مصر او ازواج المصريين والمصريات قبل تاريخ 7 ديسمبر 2024.
في 22 مايو 2025، تعرض مئات الطلاب السوريين في مصر لرفض من قبل الأجهزة الأمنية المصرية، مما أدى إلى منعهم من الالتحاق بالجامعات المصرية، السلطات المصرية أوقفت إجراءات قبول الطلاب السوريين مما عرقل مستقبلهم الدراسي وكان السبب المعلن لهذه الإجراءات هو المخاوف الأمنية والسياسية المتعلقة بالحالة السورية، حيث اعتبرت الحكومة المصرية أن بعض الطلاب قد تكون لهم صلات بالجماعات التابعة للحكومة السورية.
تشير مصادر مثل سوريا على طول إلى أن المسجلين لدى المفوضية يشكلون حوالي 10% فقط من إجمالي السوريين الموجودين في مصر، بينما 90% منهم غير مسجلين (سواء أقاموا بطريقة قانونية مثل تأشيرات سياحة، أو بصفة استثمار أو عمل، أو عبر طرق غير قانونية). وتقديرات أخرى، مثل المنظمة الدولية للهجرة، تقدر عدد المقيمين السوريين في مصر بنحو 1.5 مليون شخص، منهم حوالي 150‑160 ألف مسجل كلاجئين فقط.